# Armylaena callidioides
Armylaena callidioides är en skalbaggsart som beskrevs av Thomson 1878. Armylaena callidioides ingår i släktet Armylaena och familjen långhorningar.
Artens utbredningsområde är Senegal. Inga underarter finns listade.